# Stazione di Yokohama
La stazione di Yokohama (横浜駅?, Yokohama-eki) è una stazione ferroviaria di Yokohama. Si trova nella zona di Nishi-ku. Si tratta della stazione più utilizzata nella prefettura di Kanagawa, e la quinta del Giappone, con oltre 2,05 milioni di passeggeri al giorno.

## Storia
- 7 maggio 1872 (12 giugno nel calendario Gregoriano): Apertura della Stazione di Yokohama (diversa dall'attuale e ora nota come Stazione di Sakuragichō), una delle prime stazioni del Giappone.
- 11 luglio 1887: La ferrovia viene estesa da Yokohama alla Stazione di Kōzu.
- 1º settembre 1923: La stazione viene distrutta dal Grande terremoto del Kanto.
- 7 settembre 1923: Una stazione provvisorio viene inaugurata.
- 18 marzo 1928: La Linea Tōkyū Tōyoko viene collegata alla stazione.
- 15 ottobre 1928: Viene aperta la stazione definitiva, corrispondente a quella attuale
- 5 febbraio 1930: La Linea Principale Keikyu viene collegata alla stazione.
- 27 dicembre 1933: La Linea Principale Sagami viene collegata alla stazione.
- 29 marzo 1945: La stazione viene distrutta da un bombardamento durante la seconda guerra mondiale.
- 9 dicembre 1957: Apre l'entrata nord.
- 4 settembre 1976: La terza linea della Metropolitana viene collegata.
- 7 novembre 1980: Aperta una nuova ala ad Est.
- 1º febbraio 2004: Apre la Linea Minatomirai.

## Linee

### Treni
- JR East
  - Linea Principale Tōkaidō
  - Linea Yokosuka
  - Linea Yokohama
  - Linea Shōnan-Shinjuku
  - Linea Keihin-Tōhoku
  - Linea Negishi
- Ferrovie Keikyū
  - Linea Keikyū principale
- Ferrovie Sagami
  - Linea Sagami principale
- Tōkyū Corporation
  - Linea Tōkyū Tōyoko
- Yokohama Minatomirai Railway Company
  -  Linea Minatomirai

### Metropolitana
- Metropolitana Municipale di Yokohama
  - Linea blu

### Binari
| 1   | ■Linea Keikyū principale | Kamiōoka, Yokosuka-Chuo, Uraga, Miurakaigan |
| 2   | ■Linea Keikyū principale | Shinagawa, Sengakuji, Shinbashi, Nihombashi, Asakusa, Aeroporto Haneda                                                                               |
| 3   | ■Linea Negishi           | Sakuragichō, Isogo, Ōfuna |
| 4   | ■Linea Keihin-Tōhoku     | Kamata, Tokyo, Ōmiya |
| 4   | ■Linea Yokohama          | Shin-Yokohama, Machida, Hachiōji |
| 5-6 | ■Linea Tōkaidō           | Hiratsuka, Odawara, Atami |
| 7-8 | ■Linea Tōkaidō           | Kawasaki, Shinagawa, Tokyo, Kumagaya, Utsunomiya |
| 9   | ■Linea Yokosuka          | Kamakura, Yokosuka, Kurihama |
| 9   | ■Linea Shōnan-Shinjuku   | (to the Tokaido Line) Fujisawa, Hiratsuka, Odawara                                                                                                   |
| 10  | ■Linea Yokosuka          | Musashi-Kosugi, Tokyo, Linea Sobu per Chiba, Naruto, Linea Narita per Aeroporto Narita, Linea Uchibō per Kimitsu, Linea Sotobō per Kazusa-Ichinomiya |
| 10  | ■Linea Shōnan-Shinjuku   | (per la linea Utsunomiya) Shibuya, Shinjuku, Ōmiya, Oyama, Utsunomiya (per la linea Takasaki) Shibuya, Shinjuku, Ōmiya, Kumagaya, Takasaki           |

Le linee della Tōkyū Corporation e la Yokohama Minatomirai Railway Company condividono gli stessi binari sotterranei situati al 5º piano sotto la stazione di Yokohama, a ovest rispetto ai binari JR.
| 1 | ■Linea Minatomirai  | Minato Mirari, Motomachi-Chūkagai          |
| 2 | ■Linea Tōkyū Tōyoko | Kikuna, Musashi-Kosugi, Jiyūgaoka, Shibuya |

La Metropolitana di Yokohama si trova al 3º piano sotterraneo, a est della stazione principale.
| 1 | ■Linea blu | Sakuragichō, Kannai, Kamiōoka, Totsuka, Shōnandai |
| 2 | ■Linea blu | Shin-Yokohama, Center-kita, Azamino               |

Le Ferrovie Sagami si trovano su una piattaforma sopraelevata a ovest della stazione, collegate ai grandi magazzini Sotetsu.
| 1 | ■Linea Sagami principale | Futamatagawa, Yamato, Ebina, (servizio diretto via la linea Izumino Line a Futamatagawa per Shōnandai) (solo locale) |
| 2 | ■Linea Sagami principale | Futamatagawa, Yamato, Ebina, (servizio sulla linea Izumino a Futamatagawa per Shōnandai)                             |
| 3 | ■Linea Sagami principale | Futamatagawa, Yamato, Ebina                                                                                          |